# Calle del Taray
La calle del Taray es una vía pública de la ciudad española de Segovia.

## Descripción
La vía, que debe el título a un taray que había en un huerto de la zona, discurre desde el paseo del Obispo hasta la calle de Luis Martín Marcos. Aparece descrita en Las calles de Segovia (1918) de Mariano Sáez y Romero con las siguientes palabras:

Taray.—Es calle que sale de la plazuela de Colmenares y sigue hasta el paseo del Obispo. Está dentro de la muralla, pero apartada del movimiento de la población, con muy pocas casas, constituyendo su sección los restos del enorme ábside de San Agustín y algunos huertos particulares. En uno de los huertos había un taray, árbol o arbusto poco conocido en este clima, pues se da en el litoral del Mediterráneo, en las Islas Canarias y en la India. Su corteza es amarga y lo mismo que su tallo, contiene sulfato, para cuya obtención se cultiva, así como también para formar setos en los vallados.
(Sáez y Romero, 1918, p. 185)